# Luo Han Guo
Luo Han Guo (Siraitia grosvenorii), auch Mönchsfrucht genannt, ist eine Pflanzenart aus der Gattung Siraitia in der Familie der Kürbisgewächse (Cucurbitaceae). Sie wird wegen ihrer extrem süßen Frucht in China kultiviert, sie dient als natürlicher Süßstoff sowie als Heilmittel in der traditionellen chinesischen Medizin, dort wird sie chinesisch 羅漢果 / 罗汉果, Pinyin Luó Hàn Guǒ, englisch Arhat fruit, Monk fruit, Sweet fruit, auch Luohanguo oder Lo Han Kuo, Guo, Luo Han Kao, Guo und Lo Han Kao genannt.

## Beschreibung

### Vegetative Merkmale
Luo Han Guo ist eine krautige, ausdauernde Pflanze, die jährlich aus einem Sukkulentencaudex neu austreibt. Der Caudex ist ein fleischiger, langgestreckter oder eiförmiger Wurzelstock von 7 bis 23 cm Länge und 6 bis 12 cm Durchmesser. Die Triebe sind mit gelblich-braunen Trichomen behaart, zwischen denen schwarze drüsige Schuppen stehen. Die leicht behaarten Sprossachsen sind fünfkantig. Die Ranken sind gegabelt.
Die einfachen und gestielten Laubblätter werden 12 bis 30 cm lang und an der Basis 5 bis 25 cm breit, sie sind herz- bis pfeilförmig und spitz bis zugespitzt. Der Blattrand ist gewellt oder fein entfernt gezähnt. Die Spreiten sind unterseits behaart. Die schlanken Blattstiele sind meist zwischen 5 und 10 cm lang.

### Blütenstände und Blüten
Siraitia grosvenorii ist zweihäusig getrenntgeschlechtig (diözisch). Sowohl bei den männlichen als auch bei den weiblichen Pflanzenexemplaren haben die gelben, fünfzähligen, eingeschlechtlichen Blüten mit doppelter Blütenhülle einen Durchmesser von 2,5 bis 4,5 cm. Die männlichen Blüten stehen in achselständigen, traubigen Gruppen aus sechs bis zehn Blüten. Die Blütenstandsschäfte sind 7 bis 13 cm lang und die Blütenstiele 5 bis 15 mm. Die Kelchblätter sind kurz becherförmig verwachsen, mit dreieckigen und spitzen Zipfeln. Die fünfteilige Krone besteht aus länglich-eiförmigen, zugespitzten Petalen, die 10 bis 15 mm lang und 7 bis 8 mm breit sind. Die drei Staubblätter besitzen einzeln stehende Staubfäden. Vier der Staubblätter stehen in zwei verwachsenen Paaren, ihre Staubbeutel bestehen aus zwei Theken. Der Staubbeutel des fünften Staubblatts besitzt nur eine Theka.
Die weiblichen Blüten stehen einzeln oder in zymösen Gruppen aus zwei bis fünf Blüten in den Blattachseln. Die kurzen Kelchblätter sind dreieckig geformt und zugespitzt. Die Krone ist in fünf vorne zugespitzte und eiförmige Petalen geteilt. Die Staubblätter sind zu drei deutlich ausgebildeten, 2 bis 2,5 mm langen Staminodien verkümmert, haben jedoch gelegentlich auch Pollen. Die Blüten besitzen einen unterständigen, behaarten und dreikammerigen Fruchtknoten, der länglich-eiförmig ist und 10 bis 15 mm lang sowie 5 bis 8 mm breit wird. An der Basis ist er abgerundet, die Spitze ist leicht verschmälert, dicht behaart und drüsig. Der Griffel hat eine Länge von 2,5 mm und trägt eine fleischige, dreilappige Narbe mit gelappten Lappen.

### Früchte und Samen

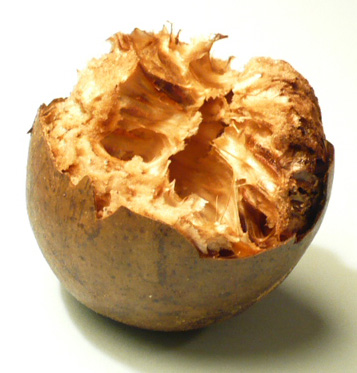
Getrocknete, geöffnete Frucht

Die vielsamigen und grünlichen Beeren (Panzerbeere, Scheinfrucht) sind bei einer Länge von 5 bis 8 cm und einem Durchmesser von 4 bis 6,5 cm ellipsoid bis kugel- oder birnenförmig. Die Beeren sind anfänglich filzig, zottig oder samtig behaart und verkahlend, die Oberfläche ist dann glatt oder unauffällig gestreift oder wird von sechs bis elf vom Fruchtstiel ausgehenden Furchen durchzogen. Durch das Trocknen werden sie bräunlich und besitzen eine dünne und brüchige Schale von 1 mm Dicke. Die gelblichen bis beigen, abgeflachten Samen sind etwa 1,5 Zentimeter lang und länglich, eiförmig oder fast rundlich, der Rand ist verdickt, rau und tief gefurcht.

### Inhaltsstoffe

Mogrosid V – ein Bestandteil von Luo Han Guo

Die Frucht besteht zu 25 bis 38 % aus verschiedenen Kohlenhydraten, vor allem aus Fructose und Glucose. Die Süße der Früchte wird jedoch hauptsächlich von den Mogrosiden, einer Gruppen von Triterpen-Glykosiden (Saponine), bestimmt. Man unterscheidet fünf verschiedene Mogroside, von I bis V nummeriert. Sie sind strukturell mit den Cucurbitacinen verwandt. Der Hauptbestandteil ist das Mogrosid V, welches auch unter dem Namen Esgosid bekannt ist.
Frische Früchte sind zudem sehr Vitamin-C-haltig. Eine Untersuchung ergab ein Maximum von 461,12 mg Vitamin C je 100 g bei einer wild wachsenden Pflanze, bei kultivierten Sorten lag der Anteil zwischen 339,68 und 389,31 mg je 100 g. Durch Trocknung verliert die Frucht zwar etwa 90 % dieses Vitamins, enthält dann aber immer noch annähernd soviel Vitamin C wie frische Orangen.
Die Samen der Luo Han Guo enthalten verschiedenste Fettsäuren, davon 52,3 % Linolsäure, 20,7 % Ölsäure, 14,7 % Palmitinsäure, 7,1 % Stearinsäure, je 0,6 % Myristinsäure und Caprinsäure sowie 0,5 % Laurinsäure.

## Vorkommen
Siraitia grosvenorii ist wahrscheinlich in den Bergen im Nordosten des chinesischen Autonomen Gebiets Guangxi beheimatet. Wild ist diese Pflanzenart jedoch nur selten zu finden, sie wird jedoch im Süden Chinas vor allem in den Bergen um Guilin auf etwa 1600 Hektar angebaut. Sie wächst vor allem an schattigen Hängen, die oftmals nebelverhangen sind und somit weiteren Schutz vor zu intensiver Sonneneinstrahlung geben. Die Temperaturen der Region sind jedoch trotzdem warm.

## Geschichte

### Anbaugeschichte
Der Legende nach stammt das Wissen über die Verwendung der Luo-Han-Guo-Früchte von Mönchen des 13. Jahrhunderts, die in Guilin lebten. Die älteste schriftliche Beschreibung des Anbaus der Pflanzen stammt aus dem Jahr 1813. Der Anbau der Pflanzen war lange Zeit ein von der Zhuang-Zu-Minderheit gehütetes Geheimnis. Der Gebrauch der Früchte wurde jedoch mehr und mehr bekannt, so dass die Zhuang Zu mehr und mehr Früchte auf lokalen Märkten verkauften. Nach 1900 waren die getrockneten Früchte nahezu im gesamten kantonesischen Bereich Chinas bekannt und die Anbauressourcen gerieten an ihre Grenzen. In der kantonesischen Hauptstadt Guangzhou waren die Früchte sehr bekannt, ohne dass es dort Informationen über das Aussehen der Pflanze gab.

### Taxonomie und botanische Geschichte
Eine erste Erwähnung der Frucht in der botanischen Literatur stammt von George Weidman Groff, einem Professor für Landwirtschaft in Guangzhou. Im Jahr 1932 besuchte er die Gegend um Guilin, von dort wurden ihm einige Wurzelstöcke von Luo-Han-Guo-Pflanzen zugesandt, die er daraufhin in Guangzhou kultivierte. Die Pflanzen bildeten zwar vegetative Sprosse, jedoch wohl durch das andere Klima begründet keine Blüten. Zusammen mit Walter Tennyson Swingle vom Landwirtschaftsministerium der Vereinigten Staaten erhielt Groff eine Forschungsunterstützung der National Geographic Society, um die Pflanzen mittels einer im August 1937 gestarteten Expedition nach Guilin weiter zu untersuchen. Aufgrund dieser Untersuchungen veröffentlichte Swingle im Jahr 1941 die Erstbeschreibung der Pflanze unter dem Namen Momordica grosvenorii. Das Artepitheton ehrt Gilbert Grosvenor, den damaligen Präsident der National Geographic Society, da er langjähriger Unterstützer geographischer und botanischer Expeditionen in China war und auch den Antrag auf Forschungsunterstützung zur Suche nach der Luo-Han-Guo-Pflanzen bewilligte.
Nachdem verschiedenes Material der Pflanzen an die Kew Gardens gesandt worden war und dort unter anderem von Charles Jeffrey untersucht wurde, sah dieser die Pflanze nicht der Gattung Momordica zugehörig. Vielmehr sah er die Art aufgrund der Form der Ranken innerhalb der Gattung Thladiantha und beschrieb sie als Thladiantha grosvenorii. Die heute anerkannte Einordnung in die Gattung Siraitia als Siraitia grosvenorii stammt aus dem Jahr 1984 von Lu Anmin und Zhang Zhiyun vom Institut für Botanik in Guangxi, das sich lange Zeit mit der Erforschung der Art beschäftigt hat.

## Verwendung
In der Traditionellen Chinesischen Medizin (TCM) wird die Frucht als Mittel gegen Hitzschlag, zur Befeuchtung der Lungen, gegen Phlegma und Husten und zur Förderung der Verdauung eingesetzt. Die Frucht wird auch verschiedenen Tees oder Dekokt beigesetzt, die dann unter anderem zur Vorbeugung oder Linderung von Husten oder Kopfschmerzen und zur Entgiftung dienen sollen. In der kantonesischen Küche in der Gegend Guangdongs wird ein kleines Stück der Frucht zu Suppen gegeben, um beispielsweise deren Geschmack zu verbessern.
Seit 2019 experimentieren einige Craft-Brauereien in den Vereinigten Staaten mit Mönchsfrucht als Zutat aufgrund seiner Monosaccharide. Diese Einfachzucker der Frucht eignen sich auch als Zusatz in anderen Getränken. (z. B. Pocari Sweat)
Luo Han Guo ist in Pulverform etwa 200–400-mal süßer als Zucker, es wird daher auch als Süßstoff, vor allem für Getränke, verwendet. Es hat einen typischen Lakritzgeschmack.